# Heniocha marnois
Heniocha marnois är en fjärilsart som beskrevs av Alois Friedrich Rogenhofer 1891. Heniocha marnois ingår i släktet Heniocha och familjen påfågelsspinnare. Inga underarter finns listade i Catalogue of Life.